# Jean de La Tour
Jean de La Tour OSB (c. 1325, Auvérnia, França — Avinhão, França, 15 de abril de 1374) foi um cardeal francês da Igreja Católica.

## Biografia
Jean nasceu em Auvérnia na França, filho de Bertrand III e Isabelle de Levis. Três de seus irmãos tornaram-se bispos. Era sobrinho do também cardeal Bernard de La Tour. A sobrinha do Papa Gregrório XI era cunhada de Jean.
Entrou na Ordem de Cluny, uma ordem religiosa que foi criada dentro da Ordem de São Bento.
Foi ordenado sacerdote e posteriormente abade de um mosteiro beneditino.
No consistório de 30 de maio de 1371, foi criado cardeal-presbítero de São Lourenço em Lucina pelo Papa Gregório XI.

Jean de la Tour morreu em 15 de abril de 1374 aos 49 anos em Avinhão.